# Campeonato Mundial de Atletismo de 2013 - Salto com vara feminino
O salto com vara feminino do Campeonato Mundial de Atletismo de 2013 teve sua fase qualificatória em 15 de agosto e final em 17 de agosto no Estádio Lujniki, em Moscou.

## Recordes
Antes desta competição, os recordes mundiais e do campeonato nesta prova eram os seguintes:
| Tipo                  | Atleta            | Altura | Local     | Data                 | Ref |
| --------------------- | ----------------- | ------ | --------- | -------------------- | --- |
|                       | Yelena Isinbayeva | 5,05   | Pequim    | 18 de agosto de 2008 | ver |
| Recorde do campeonato | Yelena Isinbayeva | 5,01   | Helsinque | 12 de agosto de 2005 | ver |

## Medalhistas
| Ouro                    | Prata               | Bronze               |
| Yelena Isinbayeva (RUS) | Jennifer Suhr (USA) | Yarisley Silva (CUB) |

## Resultados

### Eliminatórias
Estes são os resultados das eliminatórias. As 22 atletas inscritas foram divididas em dois grupos, se classificando para a final as saltadoras que atingissem 4,60m (Q) ou, no mínimo, doze atletas (q).
| Pos. | Grupo | Atleta                     | 4.15 | 4.30 | 4.45 | 4.55 | 4.60 | Mark | Notes |
| ---- | ----- | -------------------------- | ---- | ---- | ---- | ---- | ---- | ---- | ----- |
| 1    | A     | RUS Yelena Isinbayeva      | -    | -    | -    | o    |      | 4.55 | q     |
| 1    | A     | GER Silke Spiegelburg      | -    | -    | o    | o    |      | 4.55 | q     |
| 1    | B     | RUS Angelina Zhuk-Krasnova | -    | o    | o    | o    |      | 4.55 | q     |
| 1    | B     | CZE Jiřina Ptáčníková      | -    | o    | o    | o    |      | 4.55 | q     |
| 5    | A     | CHN Li Ling                | o    | xo   | o    | o    |      | 4.55 | q, PB |
| 6    | B     | RUS Anastasia Savchenko    | -    | o    | o    | xo   |      | 4.55 | q     |
| 6    | B     | USA Jennifer Suhr          | -    | -    | -    | xo   |      | 4.55 | q     |
| 8    | B     | GER Lisa Ryzih             | -    | xo   | xxo  | xo   |      | 4.55 | q     |
| 9    | B     | BRA Fabiana Murer          | -    | -    | -    | xxo  |      | 4.55 | q     |
| 9    | A     | FRA Marion Lotout          | o    | o    | o    | xxo  |      | 4.55 | q     |
| 9    | A     | CUB Yarisley Silva         | -    | -    | o    | xxo  |      | 4.55 | q     |
| 9    | A     | GER Kristina Gadschiew     | -    | o    | o    | xxo  |      | 4.55 | q     |
| 13   | A     | GRE Nikoleta Kyriakopoulou | -    | o    | o    | xxx  |      | 4.45 |       |
| 13   | A     | USA Becky Holliday         | -    | o    | o    | xxx  |      | 4.45 |       |
| 15   | B     | SUI Nicole Büchler         | -    | o    | xo   | xxx  |      | 4.45 |       |
| 16   | B     | SWE Angelica Bengtsson     | o    | xo   | xo   | xxx  |      | 4.45 |       |
| 17   | B     | GER Carolin Hingst         | o    | o    | xxo  | -    | xxx  | 4.45 |       |
| 18   | B     | IRL Tori Pena              | -    | o    | xxx  |      |      | 4.30 |       |
| 19   | A     | BRA Karla Rosa da Silva    | o    | xo   | xxx  |      |      | 4.30 |       |
|      | A     | USA Kylie Hutson           | -    | xxx  |      |      |      |      | NM    |
|      | A     | POL Anna Rogowska          | -    | -    | xxx  |      |      |      | NM    |
|      | B     | GRE Stélla-Iró Ledáki      | xxx  |      |      |      |      |      | NM    |

## Final
A final foi iniciada às 19:35.
| Pos.              | Nome                       | 4.30 | 4.45 | 4.55 | 4.65 | 4.75 | 4.82 | 4.89 | 4.96 | 5.02 | 5.07 | Mark | Notes |
| ----------------- | -------------------------- | ---- | ---- | ---- | ---- | ---- | ---- | ---- | ---- | ---- | ---- | ---- | ----- |
| Medalha de ouro   | RUS Yelena Isinbayeva      | –    | –    | –    | xo   | o    | xo   | o    | –    | –    | xxx  | 4.89 | SB    |
| Medalha de prata  | USA Jennifer Suhr          | –    | –    | o    | –    | o    | xo   | xxx  |      |      |      | 4.82 |       |
| Medalha de bronze | CUB Yarisley Silva         | –    | –    | o    | xxo  | xo   | xxo  | xxx  |      |      |      | 4.82 |       |
| 4                 | GER Silke Spiegelburg      | –    | o    | o    | o    | o    | xxx  |      |      |      |      | 4.75 | SB    |
| 5                 | BRA Fabiana Murer          | –    | –    | o    | o    | xxx  |      |      |      |      |      | 4.65 |       |
| 5                 | RUS Anastasia Savchenko    | o    | o    | o    | o    | xxx  |      |      |      |      |      | 4.65 |       |
| 7                 | RUS Angelina Zhuk-Krasnova | o    | o    | o    | xo   | xxx  |      |      |      |      |      | 4.65 |       |
| 8                 | GER Lisa Ryzih             | –    | o    | xo   | xxx  |      |      |      |      |      |      | 4.55 | SB    |
| 8                 | CZE Jiřina Ptáčníková      | o    | o    | xo   | xxx  |      |      |      |      |      |      | 4.55 |       |
| 10                | GER Kristina Gadschiew     | o    | o    | xxx  |      |      |      |      |      |      |      | 4.45 |       |
| 11                | CHN Li Ling                | xo   | o    | xxx  |      |      |      |      |      |      |      | 4.45 |       |
| 12                | FRA Marion Lotout          | o    | xo   | xxx  |      |      |      |      |      |      |      | 4.45 |       |

Legenda
| Recorde mundial       | Recorde mundial (World record)               |                       | Recorde africano                      | Recorde africano (African) |                                           | Q | Classificado por posição (Qualified) |
| Recorde do campeonato | Recorde do campeonato (Championship record)  | Recorde da América    | Recorde da América (Americas)         | q                          | Classificado por melhor tempo (Qualified) |   |                                      |
| Melhor marca do ano   | Melhor marca do ano (World leading)          | Recorde asiático      | Recorde asiático (Asian)              | DNS                        | Não largou (Did not start)                |   |                                      |
| Recorde nacional      | Recorde nacional (National record)           | Recorde europeu       | Recorde europeu (European)            | DNF                        | Não terminou (Did not finish)             |   |                                      |
| Recorde pessoal       | Recorde pessoal do atleta (Personal best)    | Recorde da Oceania    | Recorde da Oceania (Oceania)          | DSQ / DQ                   | Desclassificado (Disqualified)            |   |                                      |
| Recorde da temporada  | Recorde da temporada do atleta (Season best) | Recorde sul-americano | Recorde sul-americano (South America) | NM                         | Sem marca (No mark)                       |   |                                      |